# Fátima
Fátima este un oraș în Portugalia, faimos pentru viziunile religioase din 1917. Are aproximativ 11.600 de locuitori (2011) și este situat în districtul Santarém, în Portugalia centrală, la 187 km sud de Porto și la 123 km nord una din cele mai mari mănăstiri romano-catolice din lume (biserică de pelerinaj).

## Eveniment religios
La 13 mai 1917, frații Jacinta (7 ani) și Francisco Marto (11 ani), însoțiți de fetița Lucia dos Santos (10 ani) se aflau cu oile la păscut în apropiere de Fátima, în locul denumit local „Cova da Iria“ („Grota Sfintei Irina“). La un moment dat, ei ar fi văzut un fulger, după care ar fi apărut o lumină puternică. Apropiindu-se, copiii ar fi observat în mijlocul luminii conturul unei femei ("Doamna din Lumină"). Ea i-ar fi îndemnat pe copii să se roage și să revină în același loc în ziua de 13 a fiecărei luni. La 13 iunie 1917 cei 3 copii au revenit, împreună cu alte 50 de persoane. După o oarecare așteptare, copiii au fost văzuți îngenunchind lângă un măslin și vorbind cu cineva nevăzut. La urmă, cu toții ar fi auzit o bubuitură, urmată de ridicarea unui nor deasupra măslinului, care a dispărut curând în înaltul cerului. La cea de-a treia apariție, din 13 iulie 1917, au fost prezenți deja 4500 de persoane. Ca și la 13 iunie 1917, martorii ar fi remarcat același nor alburiu, după care fetița Lucia dos Santos a spus că "Doamna din Lumină" ar fi promis un miracol pe data de 13 octombrie 1917. La ultima apariție, pe data de 13 octombrie 1917, au fost prezenți cca 70.000 de oameni. Veniți din toate părțile Portugaliei, dar și de peste hotare, ei au așteptat miracolul, pe o vreme de ploaie neîncetată. Această ultimă apariție a “Doamnei din Lumină” ar fi fost precedată, ca de obicei, de un fulger. Cei 3 copii au îngenunchiat în fața măslinului, vorbind cu ființa nevăzută de către ceilalți. “Minunea” s-ar fi produs după plecarea “Doamnei din Lumină”. Ploaia ar fi încetat subit, iar norii grei s-ar fi risipit în câteva clipe. Potrivit relatărilor unora dintre cei prezenți, soarele a apărut pe cer sub forma unui disc argintiu, care a început să se rotească cu viteză, proiectând fascicule intense policrome. Soarele s-ar fi oprit de trei ori și tot de atâtea ori și-ar fi reluat rotirea. Rotirea soarelui ar fi durat cca 10 minute. Sfânta Fecioară le-a încredințat Copiilor 3 secrete.
Pe acel loc s-a construit ulterior o biserică de pelerinaj.
In coroana de pe statuia Sf.Maria din Fátima a fost incastrat cel de al treilea glonț tras la 14 mai 1981 de către Ali Agca asupra Papei Paul Ioan II. Glonțul a străbătut corpul, a ieșit afară pe lângă coloana vertebrală, fiind găsit apoi in jeep. Incastrarea glonțului în coroană s-a făcut la dorința Papei, convins fiind că Sf.Maria din Fátima i-ar fi salvat viața. Statuia Sf.Maria cu coroana respectivă se găsește în capela „Capelinha das Aparicoes“.

## Galerie de imagini

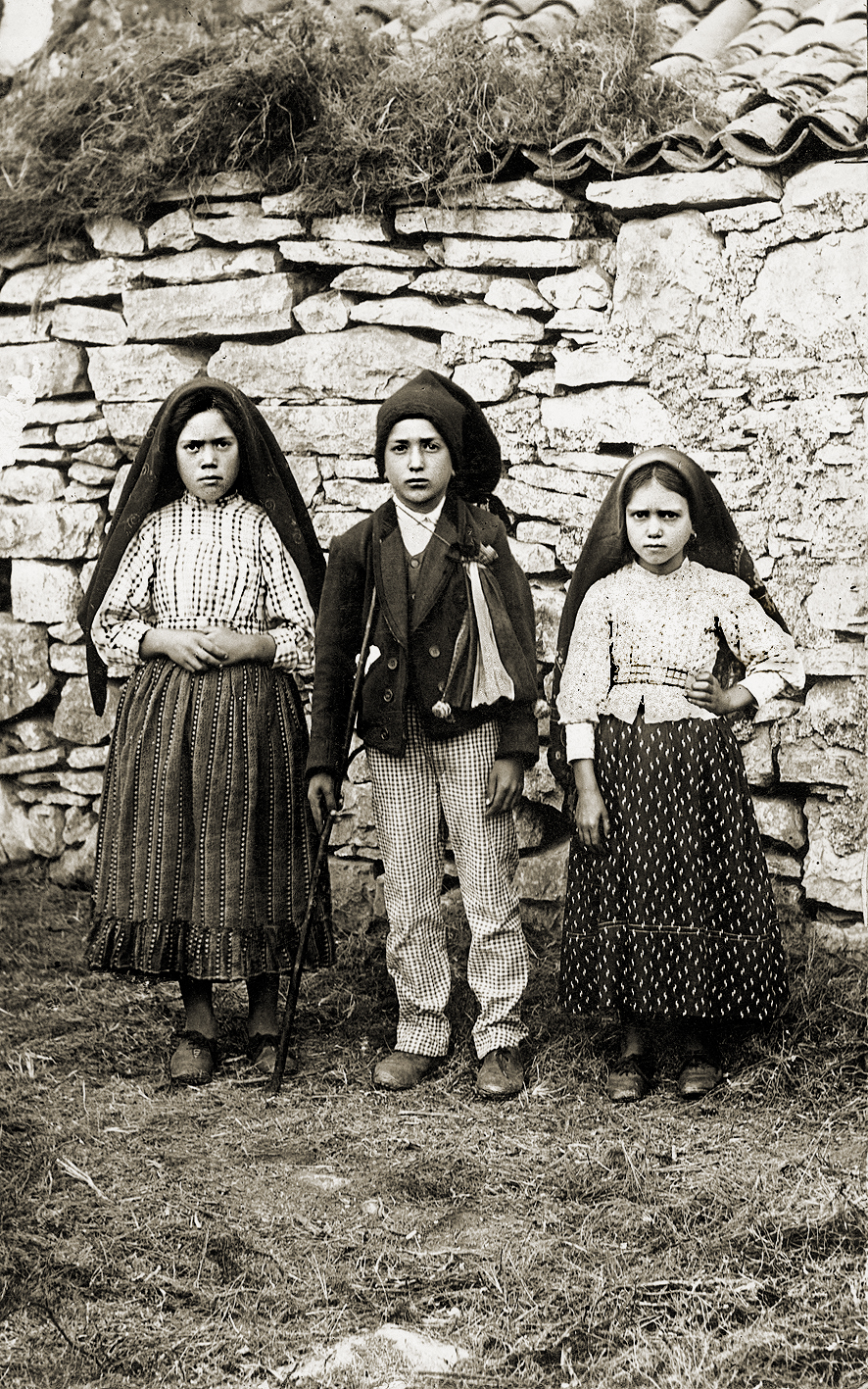
Copiii Lúcia, Francisco şi Jacinta în anul 1917
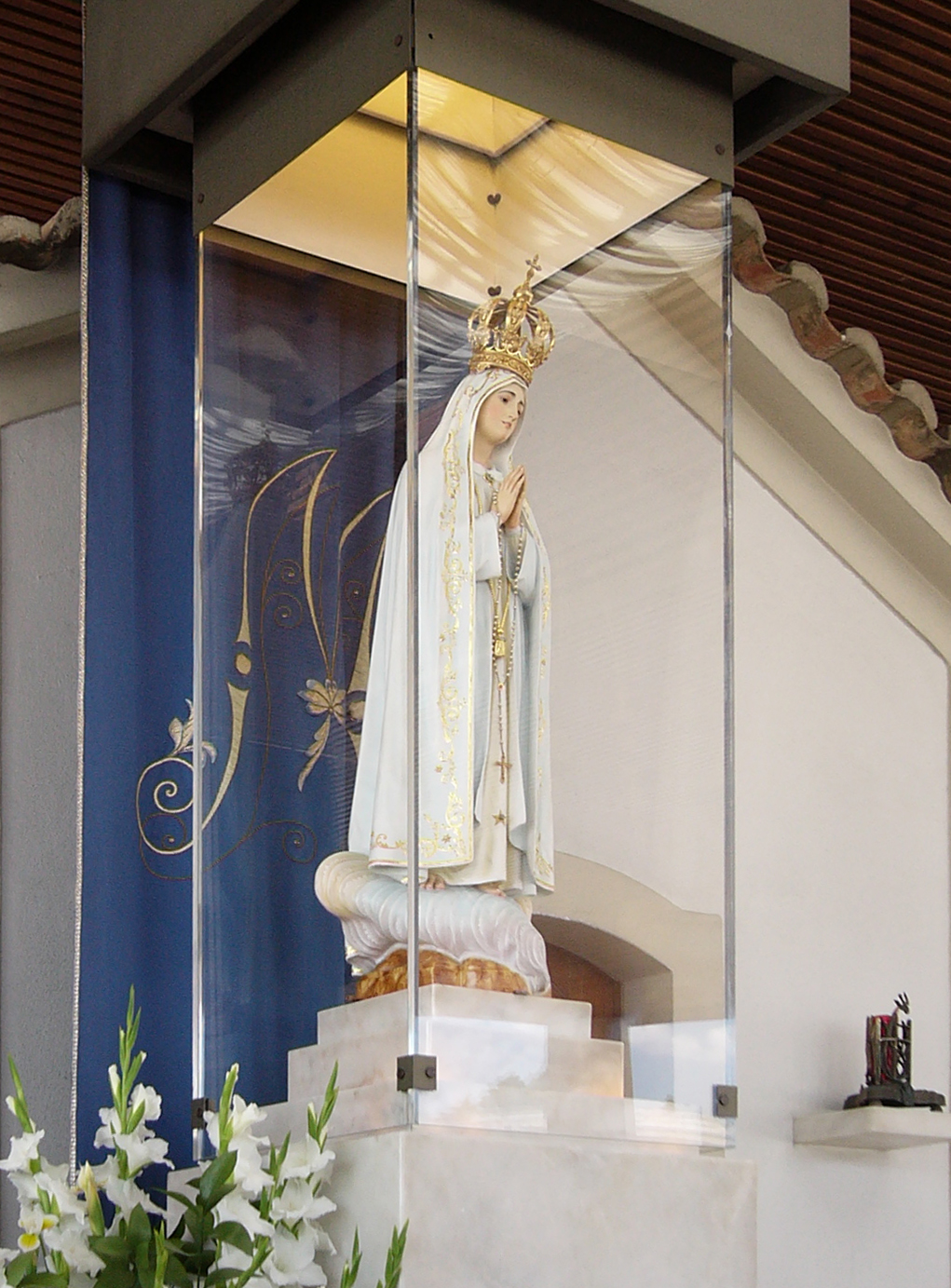
Statuia Sf.Maria din Fátima
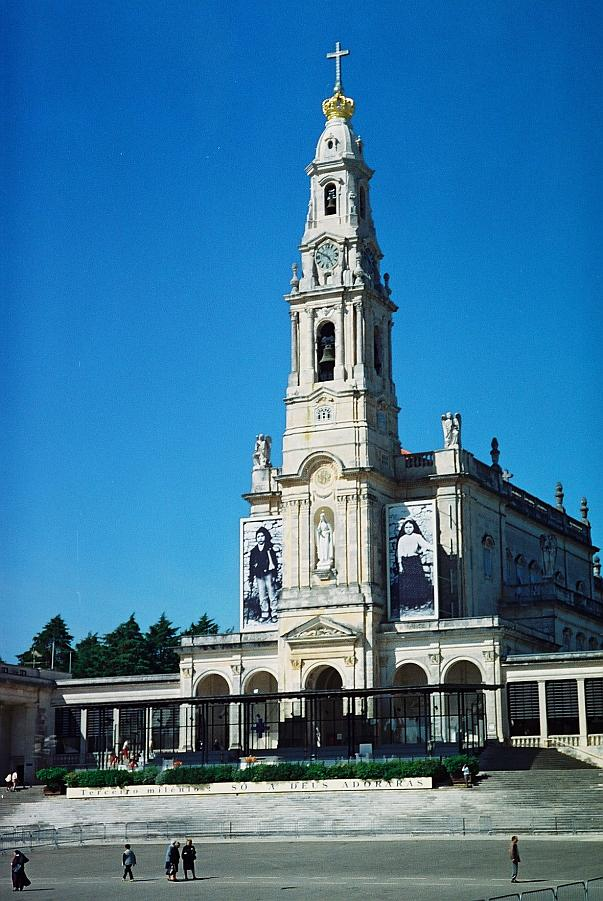
Fátima (biserică de pelerinaj)
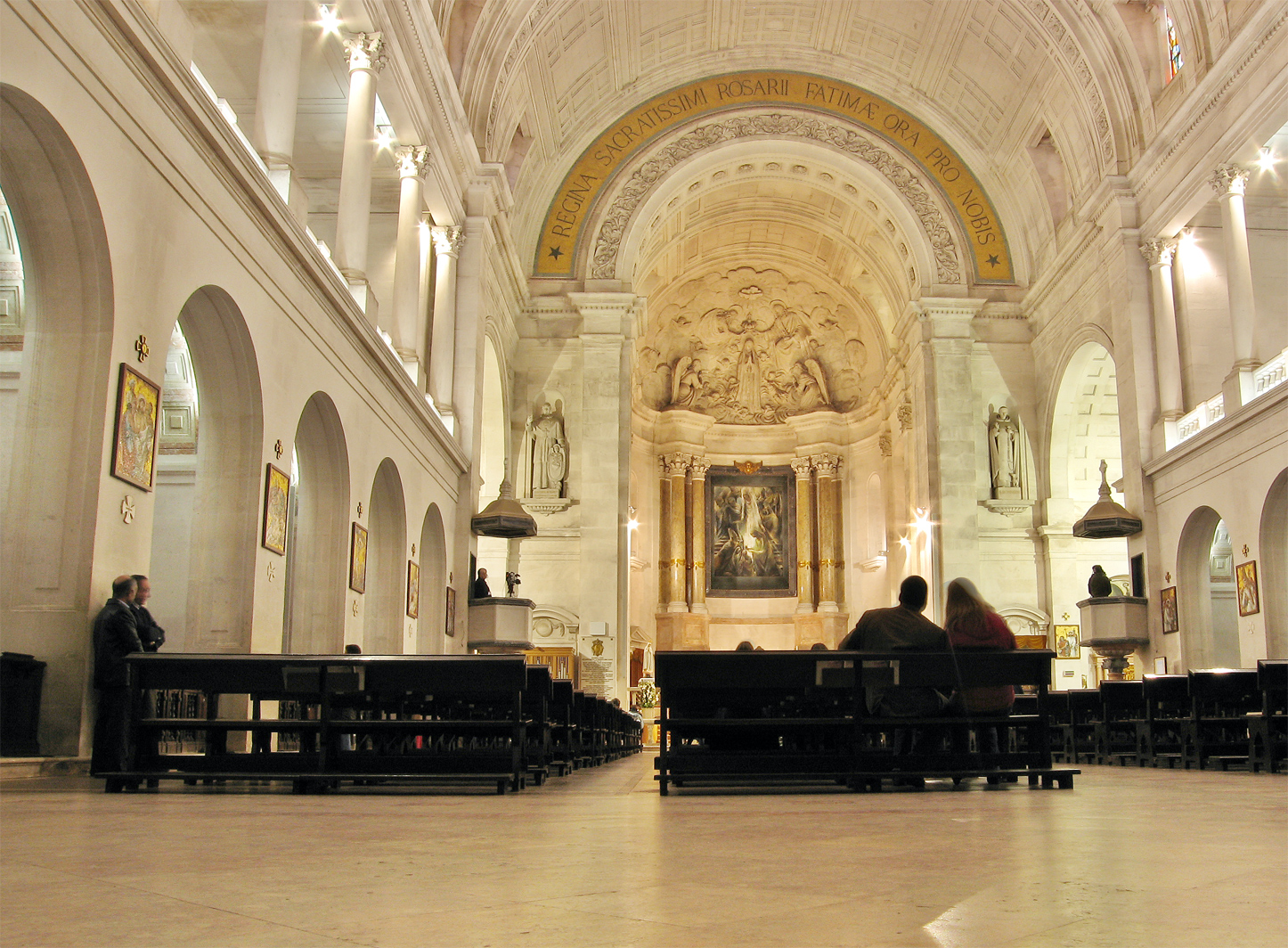
Fátima (biserică de pelerinaj)
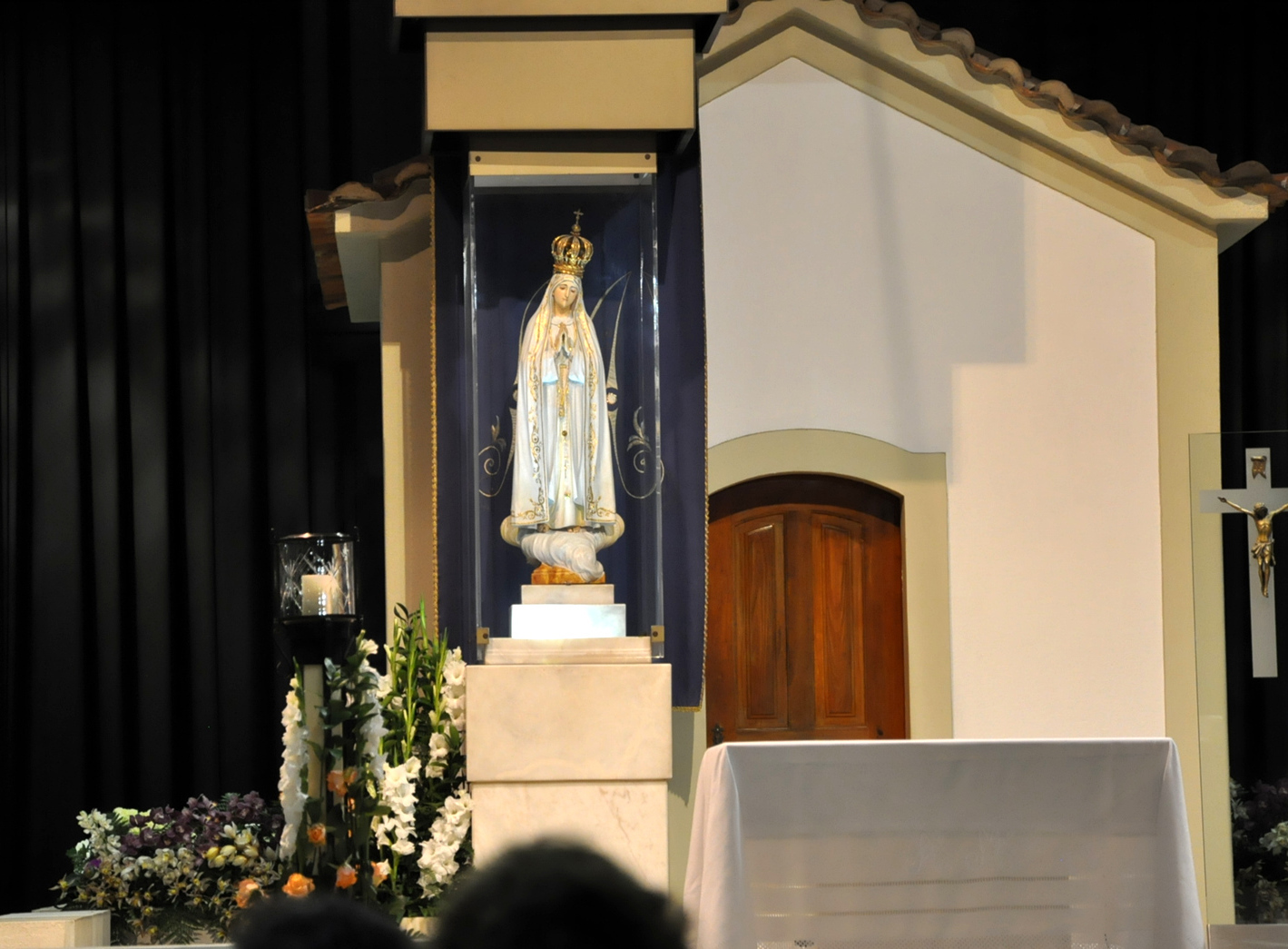
Fátima (biserică de pelerinaj)
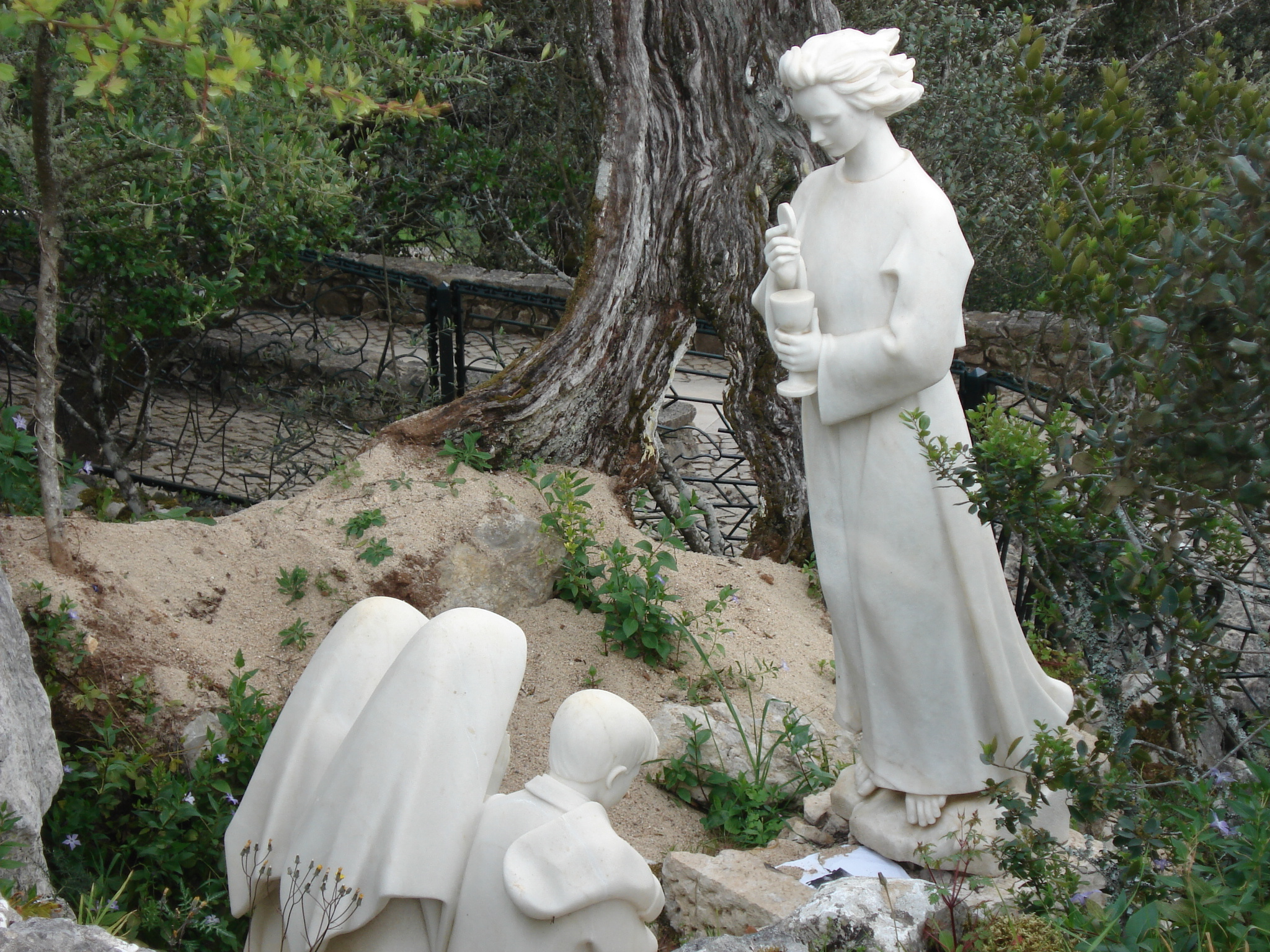
Fátima (Valinhos)